# エディ・ジョブソン
エディ・ジョブソン（Edwin "Eddie" Jobson、1955年4月28日 - ）は、イングランド出身のキーボード奏者、ヴァイオリン奏者。

## 略歴

### バンド活動期
1972年、カーヴド・エアにダリル・ウェイの後任として加入し、プロ・ミュージシャンとしてのキャリアを開始する。
1973年、ロキシー・ミュージックにブライアン・イーノの後任として加入し、1976年6月に解散が発表されるまで在籍した。
1976年10月から1977年3月までフランク・ザッパのコンサート・ツアーに参加。
1977年、スーパーグループ・U.K.を結成。1979年の日本公演で初来日。
1980年、U.K.解散後、ジェスロ・タルで客演。

### ソロ活動期
1983年にエディ・ジョブソン&ズィンク名義のソロ・アルバム『ザ・グリーン・アルバム』、1985年に『テーマ・オブ・シークレッツ』を発表する。同年、Private Music レーベルよりリリースされたコンピレーション・アルバム『ピアノ・ワン（Piano One）』には、彼が10代のときに作曲した「Dark Room」「Ballooning Over Texas」「Disturbance In Vienna」の計3曲が収録された。
1992年、KORGのシンセサイザーを使ったミュージシャンのコンピレーション・アルバムで「Sketcth For Orchestra#4」を発表した。

### U.K.の再始動
その後はテレビ番組やCMの音楽制作を生業としていたが、1995年ごろU.K.の再始動を計画する。しかし多忙な本業を抱えながらの制作は難航し、やがて再びジョン・ウェットンと仲違いをして計画は頓挫してしまう。このマテリアルは後にジョブソンのソロ・プロジェクトに活かされて、元々アルバムでフィーチャーされる予定だったブルガリアン・ヴォイス アンジェリーテを前面に押し出した形で取り上げられた。
2007年末、元キング・クリムゾンのトレイ・ガンらとUKZを結成し、久々にバンドでの活動を開始。2009年1月24日には、ニューヨークでUKZとしての初のライブを行った。同年6月には、彼にとって30年ぶりとなる日本公演が、東京、名古屋、大阪で行われた。
2010年6月、U-Zプロジェクト（U-Z Project）を率いて再来日。15、16、17日に、大阪、東京で公演。
2013年11月に日本で行われたデビュー40周年記念公演では、初日の8日にウェットンをゲストに迎えてU.K.のアルバム2作を完全再現。9日と10日の公演では、彼のキャリアを俯瞰した選曲で、ウェットンに加えてカーヴド・エアのソーニャ・クリスティーナも客演した。9日の公演の模様は、後にライブ・アルバムおよび映像作品『デビュー40周年記念特別公演 フォー・ディケイズ』としてリリースされている。

### ライブ活動引退
2017年、ライブ活動からの引退を表明。交通事故の怪我や、家族・友人・同僚を相次いで亡くし意欲が低下。ビジネス的な要因もあって決定を下したと語っている。
2019年、ロキシー・ミュージックがロックの殿堂入りを果たした。ジョブソンは8人の受賞者の一人に選ばれ、授賞式に出席した。ヴァイオリニストの受賞者は、彼が最初である。

## 備考・補足
人間的にも創作者としても我の強いタイプと言われており、U.K.やリハーサルのみ参加したイエスでも、音楽性などを巡って他のメンバーと対立したと伝えられている。
1984年、再結成してアルバム『ロンリー・ハート』の録音をほぼ完了していたイエスから、キーボーディストのトニー・ケイがプロデューサーのトレヴァー・ホーンとの関係がうまくいっていなかったことを理由に脱退した。イエスは当時ジョブソンを初めとして様々なキーボーディストを試しており、彼は大ヒットした「ロンリー・ハート」のビデオ・クリップの撮影に参加した。ところがマネージメントが「これはあのイエスの再結成なのだ」というイメージで売る方針を貫いてケイを呼び戻すことに決めた。そこで彼は「イエスにキーボーディストは2人いらない」と言って離脱した。

## ディスコグラフィ

### ソロ
- Yesterday Boulevard  b/w  On a Still Night (1976年) ※シングル
- 『ザ・グリーン・アルバム』 - The Green Album (1983年) ※エディ・ジョブソン&ズィンク名義
- 『テーマ・オブ・シークレッツ』 - Theme of Secrets (1985年)
- Voices Of Life (2000年) ※The Bulgarian Women's Choir Angelite名義

U.K.再始動プロジェクトで頓挫した『Legacy』アルバム用の素材を使用。
- 『アルティメット・ゼロ・ツアー-ライヴ』 - Ultimate Zero Tour - Live (2010年)
- 『デビュー40周年記念特別公演 フォー・ディケイズ』 - Four Decades (2015年)
- 1971-1979 The Band Years (2018年) ※コンピレーション

### バンド

#### カーヴド・エア
- 『エア・カット』 - Air Cut (1973年)

プロ活動の最初のアルバム。2004年に初CD化されている。
- 『ラヴ・チャイルド』 - Lovechild（1990年）

#### ロキシー・ミュージック
- 『ストランデッド』 - Stranded (1973年)
- 『カントリー・ライフ』 - Country Life (1974年)
- 『サイレン』 - Siren (1975年)
- 『VIVA!ロキシー・ミュージック』 - Viva! (1976年)

#### フランク・ザッパ
- 『ズート・アリュアーズ』 - Zoot Allures (1976年)

ジャケット写真の撮影に参加した。バンドに加入したばかりのジョブソンとパトリック・オハーンはレコーディングには参加していない。
- 『ザッパ・イン・ニューヨーク』 - Zappa in New York (1978年)

2枚組ライブ盤。テリー・ボジオやブレッカー・ブラザーズらと共演。
- 『スタジオ・タン』 - Studio Tan (1978年)

'Lemme Take You To The Beach'でキーボードとヨーデリングを担当。
- Conceptual Continuity (1992年)[注釈 5]
- Philly '76 (2009年)

#### U.K.
- 『憂国の四士』 - U.K. (1978年)
- 『デンジャー・マネー』 - Danger Money (1979年)

トリオになり、リズムセクションとボーカル以外の演奏は全てジョブソンが担当した。
- 『ナイト・アフター・ナイト』 - Night After Night (1979年)
- 『リユニオン - ライヴ・イン・トーキョー』 - Reunion – Live in Tokyo (2013年) ※CD&DVD
- 『エディ・ジョブソン - U.K.特別公演『憂国の四士』『デンジャー・マネー』完全再現ライヴ カーテン・コール』 - Curtain Call (2015年)

#### ジェスロ・タル
- 『A』 - A (1980年)

イアン・アンダーソンのソロとして制作が開始された為、ジェスロ・タルの従来の作品とは一線を画したアルバムと評される。

#### UKZ
- Radiation (2009年)

### TV・映画
- 『ハイテク武装車バイパー』(アメリカ・1994年 - 1999年)
- 『刑事ナッシュ・ブリッジス』(アメリカ・1996年 - 2001年)

### その他
- ブライアン・フェリー 『愚かなり、わが恋』 - These Foolish Things (1973年)
- ジョン・エントウィッスルズ・オックス 『マッド・ドッグ』 - Mad Dog (1975年)
- キング・クリムゾン 『USA』 - USA (1975年)

ライブ盤。収録曲の一部のヴァイオリンとエレクトリック・ピアノの演奏に、ジョブソンがスタジオでオーヴァーダビングした。

## 日本公演
- 1979年 U.K.
- 2009年 UKZ
- 2010年 U-Z PROJECT
- 2011年 U.K.
- 2012年 U.K.
- 2013年 40th ANNIVERSARY
- 2015年 U.K.